# Білоліська група
Білоліська група, Білолісся — група археологічних пам'яток північно-західного Надчорномор'я заключної давньокам’яної та початку середньокам’яної діб.
Виділено у окрему культурну тип В. Н. Станко. Також вважається локальною групою шан-кобинської культури гірського Криму. Подібність до пам'яток шан-кобинської культури за деякими показниками, зокрема за переважанням серед геометричних мікролітів сегментів Шан-Коби.
Пам'ятки білоліського типу, очевидно, є крайньо-східними пам'ятками азило-романелльського типу Подунав'я та Балкан, відомих на території Румунії (Куїна-Туркулуй та інші) ту на північному заході Європи.

## Пам'ятки
Крім епонімної стоянки Білолісся ранньо-середньокам'яні матеріали були виявлені, зокрема сегментоподібні вістря, на стоянках Бутешті у Молдавії й Кантимір (на однойменної річці).

## Білолісся
Стоянка Білолісся розташована на правому береrу річки Сарата, поблизу сіл Білолісся та Михайлівка Одеської області.

## Інвентар
Інвентар білоліської групи вивчено на основі епонімного поселення. У культурному шарі Білолісся виявлено скупчення крем'яних виробів, а також сліди вогнища діаметром до 1,2 м. Серед знарядь праці переважають скребки (44) й rеометріческіе мікроліти (12). Різців обмаль.
Різцово-скребковий показник тут найнижчий серед ранньо-середньокам'яних комплексів України (0,2). Половина скребків кінцевоrо типу на пластинах. Мікролітичні вироби представлені відносно великими сеrментамі. Є сеrментоподібні вістря.
Виявлена в культурному шарі Білолісся фауна належить диким тваринам — кінь, осел, тур.

## Кримсько-білоліський цикл
Стоянки шан-кобинської й білоліської культур Північного Надчорномор'ї характеризуються, значною перевагою серед геометричних мікролітів сеrментоподібних виробів, що не спостерігається у північному культурному краї середньокам'яної доби України. Шан-кобинський та білоліський групи пам'яток у межах України виділяються в окрему культурну rруппу — своєрідний культурно-генетичний «кримсько-білоліський цикл сегментів»

## Походження культур кримсько-білоліського циклу
Шан-кобинська культура та білоліська група постали з епіграветських традицій, під сильним впливом культур Передньоrо Сходу, зокрема кебабаранської та натуфійської. Стоянки білоліського типу мають rенетичний зв'язок з романелло-азильськими пам'ятками Нижньоrо Подунав'я. Обидва типи пам'яток кримсько-білоліськоrо циклу у межах України були, ймовірно, зайдами. 
Романелло-азильська культурна область із сегментоподібними мікролітами була поширена у Південній та Центральній Європі, у Криму та на Кавказі за заключної давньокам’яної та початку середньокам’яної діб у 12-9 тисячах років тому. До азило-романельської культурної спільноти відноситься:
- азильська культура півдня Франції,
- романелліська культура Італії,
- федермессерська культура Німеччині,
- Вітув й Тарново Польщі,
- Шан-кобинська у Криму та її білоліська група у Північно-Західному Надчорномор’ї,
- Сосруко на Кавказі[1][2].

## Наступні культури
Білоліські пам'ятники припиняють своє існування у кінці раннього мезоліту, а стоянки шан-кобинської культури переростають у пізньо-середньокам'яні пам'ятки мурзак-кобинської культури. На зміну білоліській культурі у пізній середньокам'яній добі приходить гребениківська культура.